# Сорока (Вінницький район)
Соро́ка — село в Україні, в Іллінецькій міській громаді Вінницького району Вінницької області. Розташоване на обох берегах річки Соб (притока Південного Бугу) за 13 км на південний схід від міста Іллінці та за 0,7 км від автошляху Р33. Населення становить 629 осіб (станом на 1 січня 2018 р.).

## Історія
12 червня 2020 року, відповідно до Розпорядження Кабінету Міністрів України № 707-р «Про визначення адміністративних центрів та затвердження територій територіальних громад Вінницької області», увійшло до складу Іллінецької міської громади.
19 липня 2020 року, в результаті адміністративно-територіальної реформи та ліквідації Іллінецького району, село увійшло до складу Вінницького району.

## Населення

### Мова
Розподіл населення за рідною мовою за даними :
| Мова            | Кількість | Відсоток |
| --------------- | --------- | -------- |
| українська      | 763       | 98.32%   |
| російська       | 11        | 1.42%    |
| румунська       | 1         | 0.13%    |
| інші/не вказали | 1         | 0.13%    |
| Усього          | 776       | 100%     |

## Символіка
Затверджена 18 липня 2018 р. рішенням № 646 XXXIV сесії міської ради VIII скликання. Автори — В. М. Напиткін, К. М. Богатов, Р. Г. Кучковська.

### Герб
У лазуровому щиті срібна споруда з рваного каменю з трьома опуклими арками, пробитими прямо, над отворами по чорному вікну, облямованому мурованим червоним. В кожному отворі по срібному мішку з золотою пшеницею, поставленими в балку; середній мішок в базі супроводжується золотим паровозним колесом. На середній арці сидить срібна сорока з чорними крилами та шиєю. Герб вписаний в золотий декоративний картуш і увінчаний золотою сільською короною. Унизу картуша напис «СОРОКА».
Сорока — символ назви села (герб є промовистим); мурована споруда — стилізований елеватор, мішки з пшеницею і паровозне колесо — символи хліборобства і залізничної станції, що дали поштовх розвитку старовинного села.

### Прапор
Квадратне полотнище розділене вертикально на дві рівновеликі смуги — древкову зелену і вільну синю. Від верхніх кутів до середини виходить червоний клин, мурований білим. На клину сидить біла сорока з чорними крилами та шиєю, на древковій смузі білий мішок з жовтою пшеницею, на вільній жовте паровозне колесо.

## Пам'ятки
За 1,5 км на захід від села знаходиться скіфський курган 4-3 ст.до н.е.

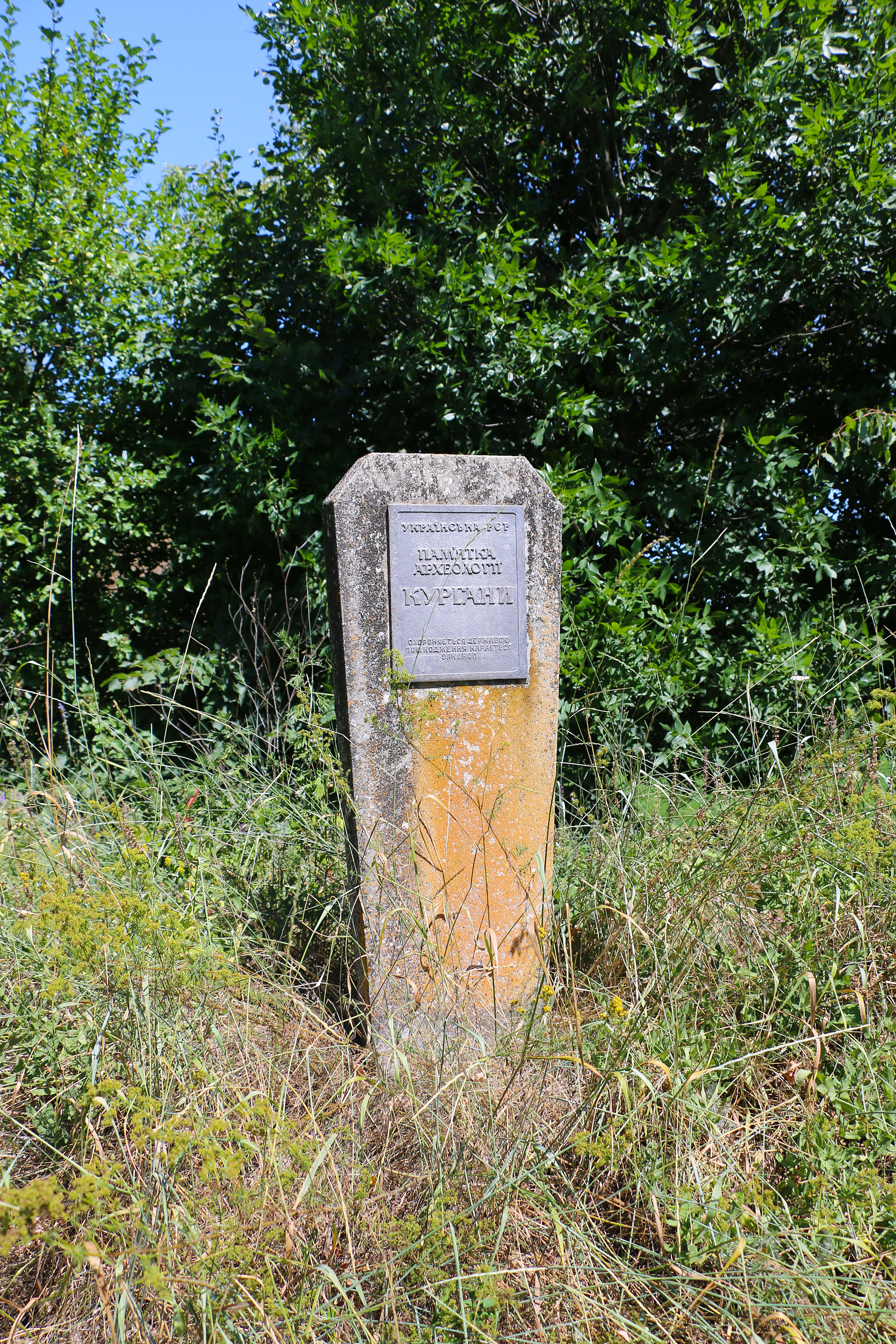
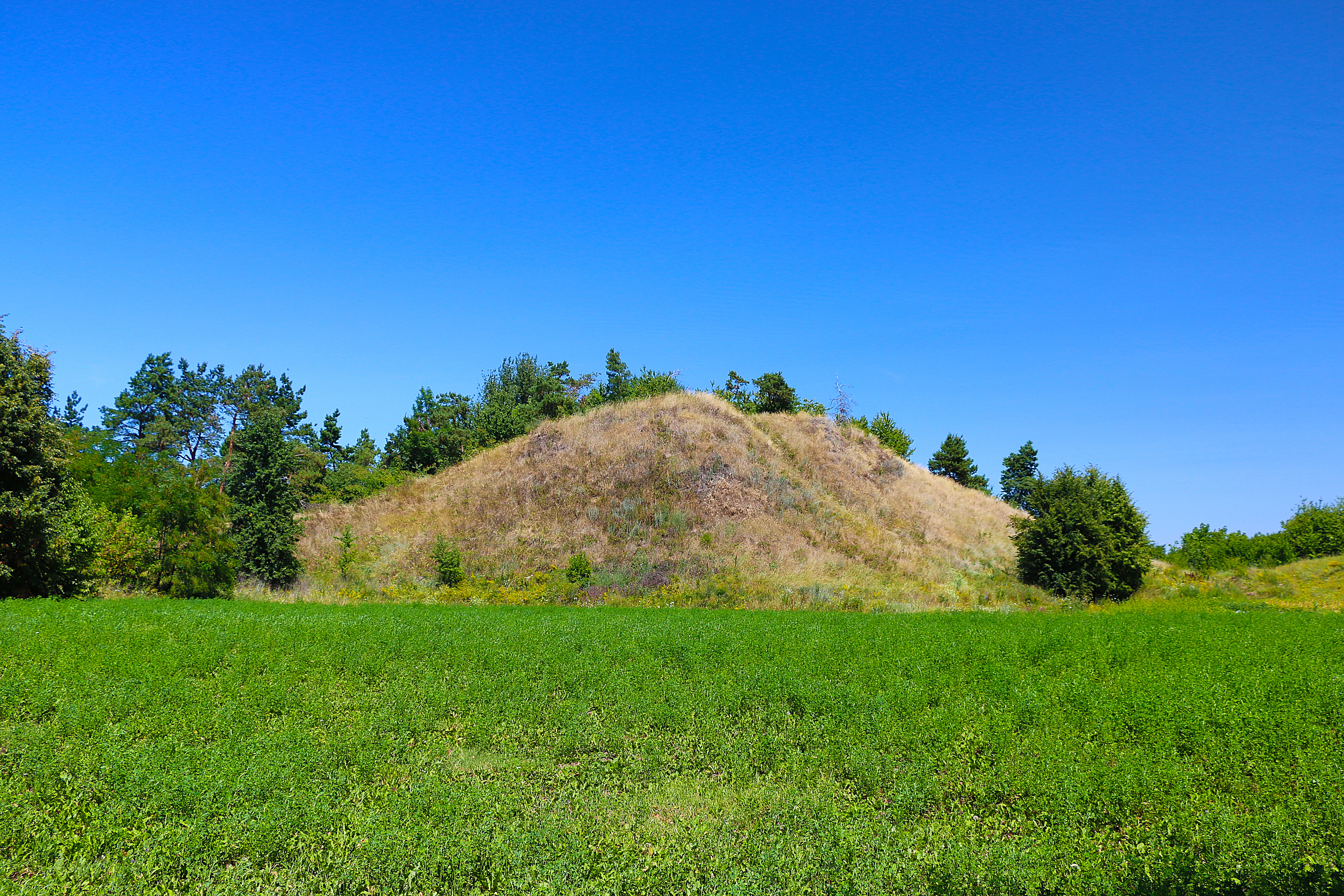
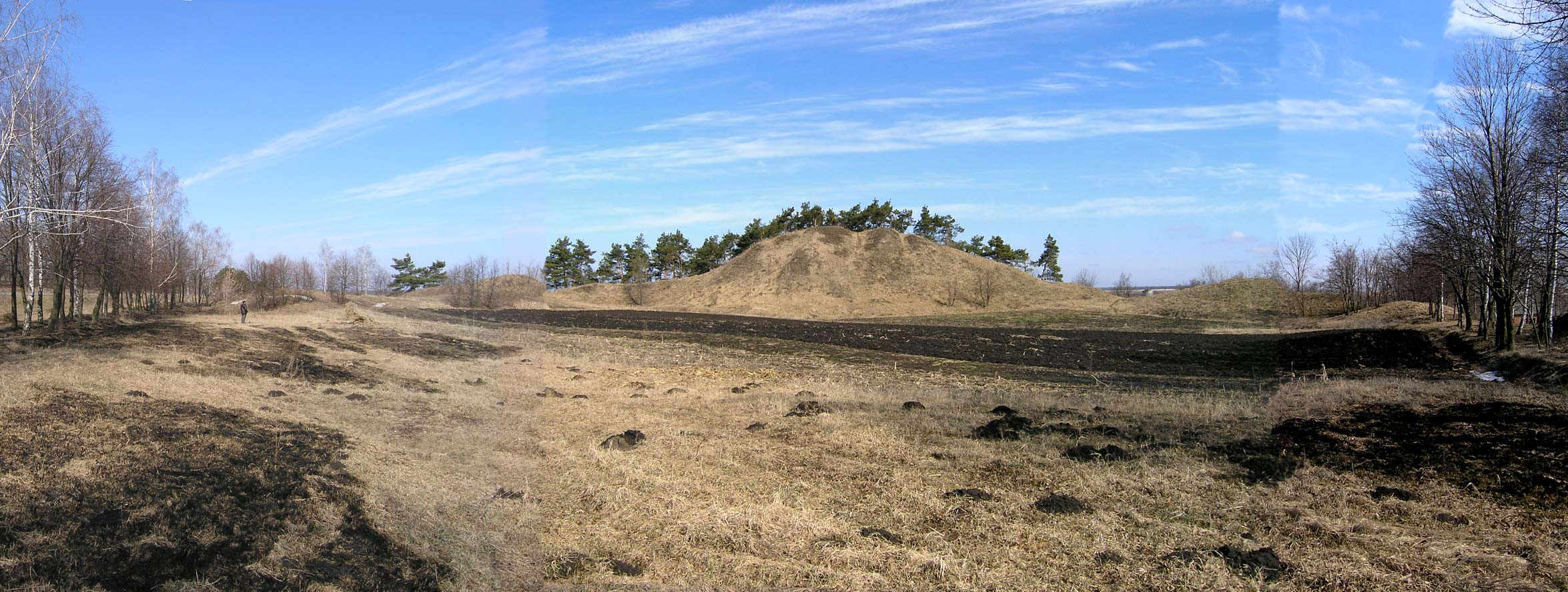

## Галерея

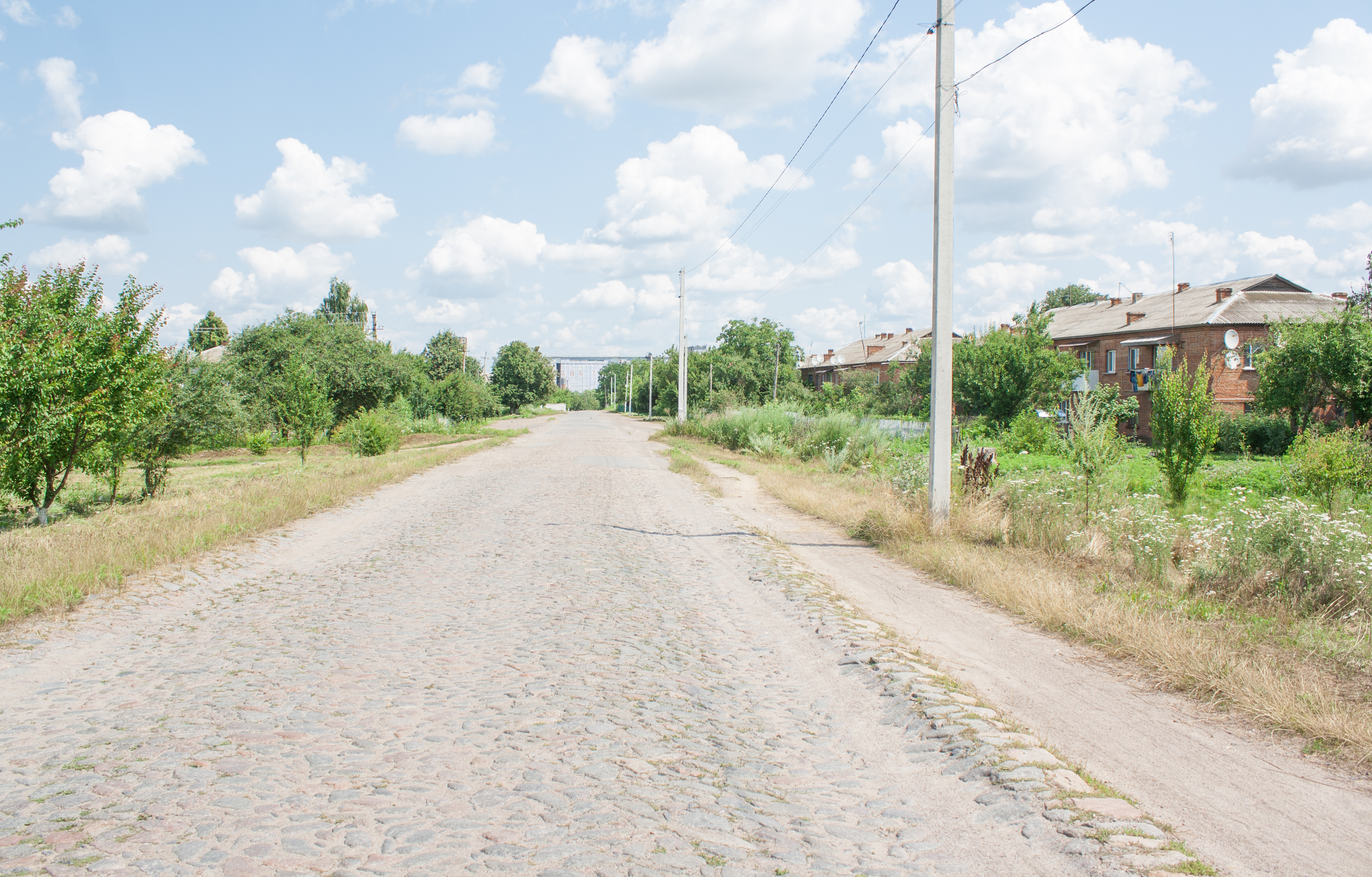
Вулиця Гагаріна
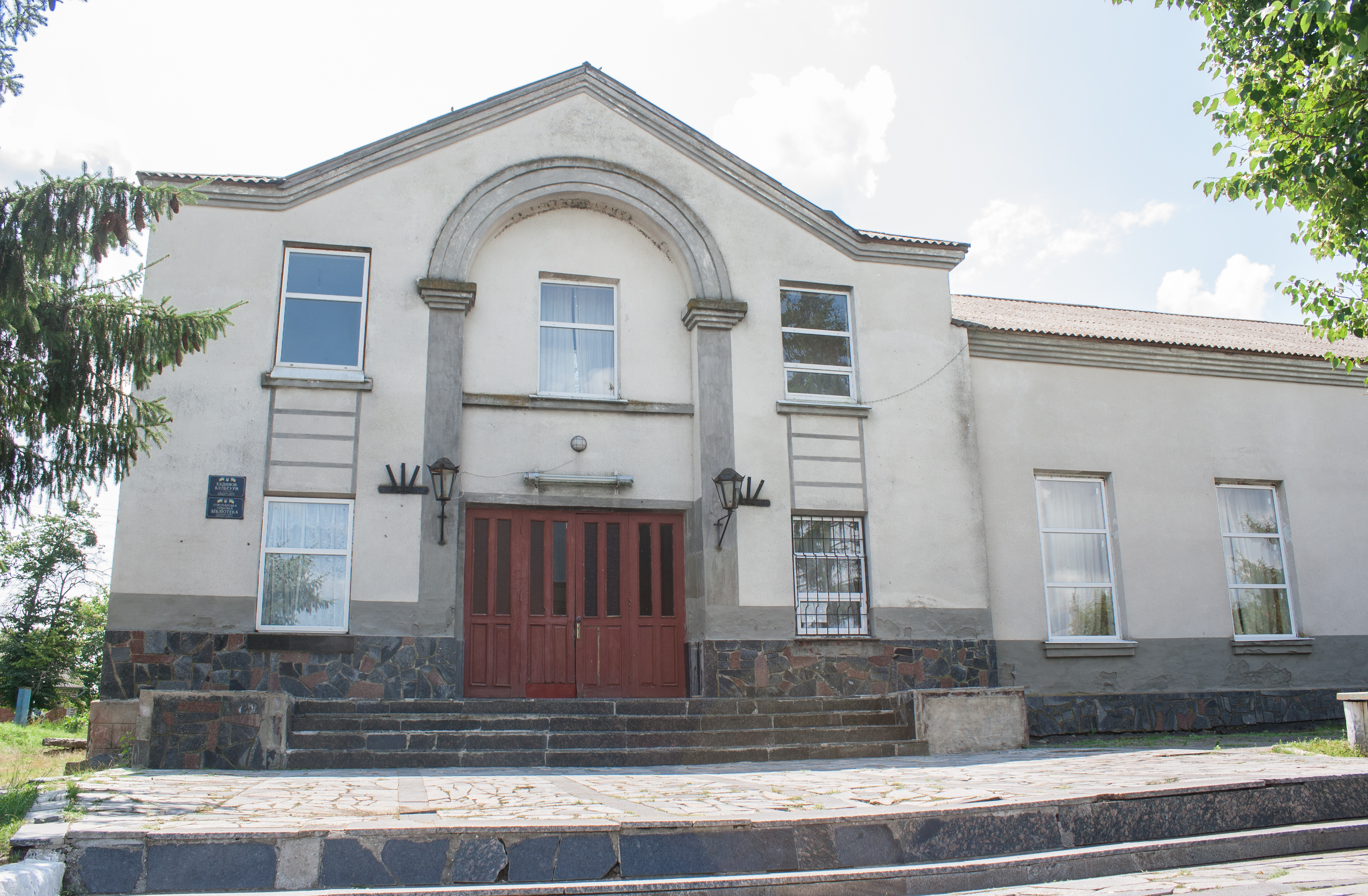
Будинок культури
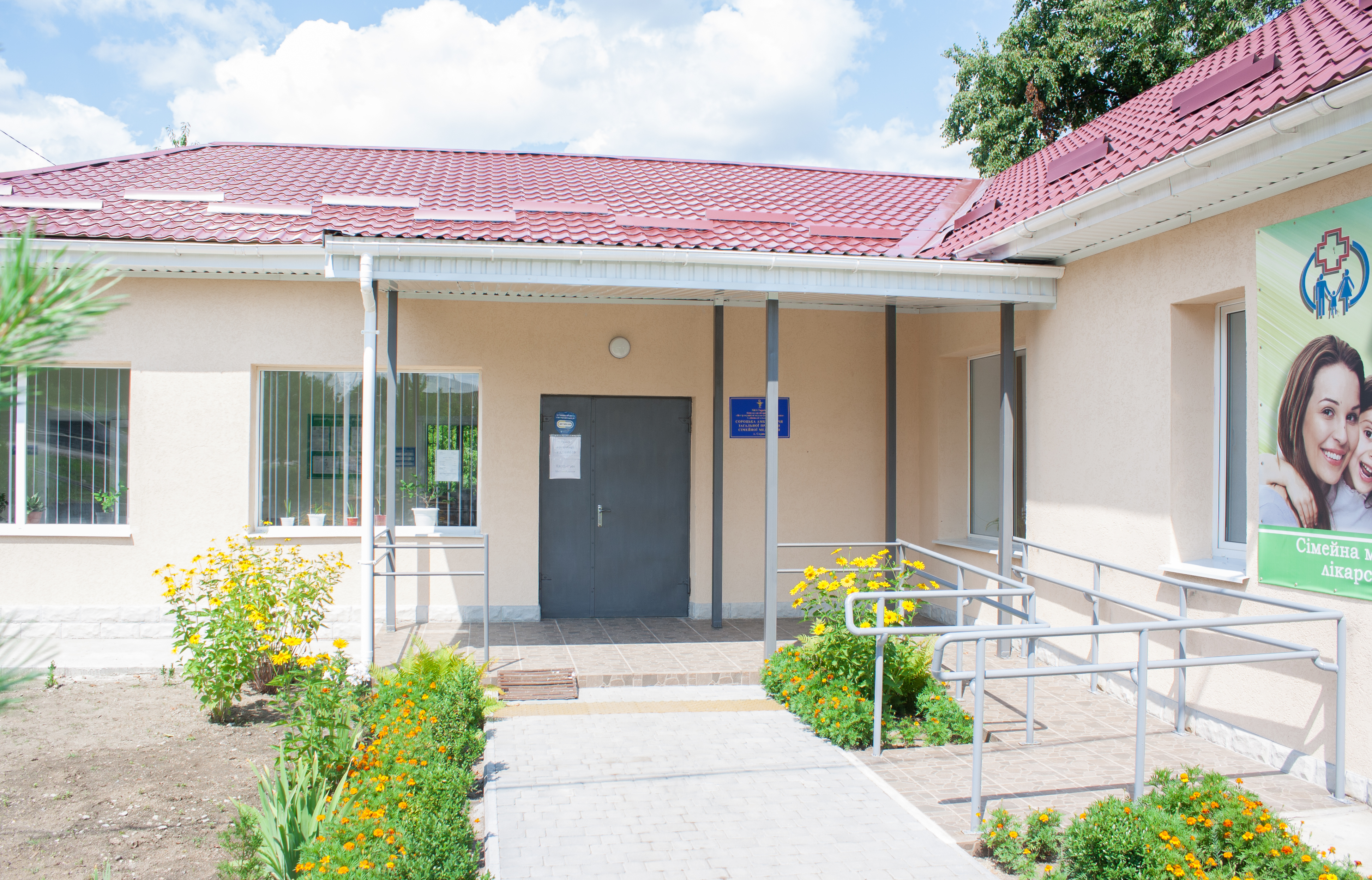
Амбулаторія
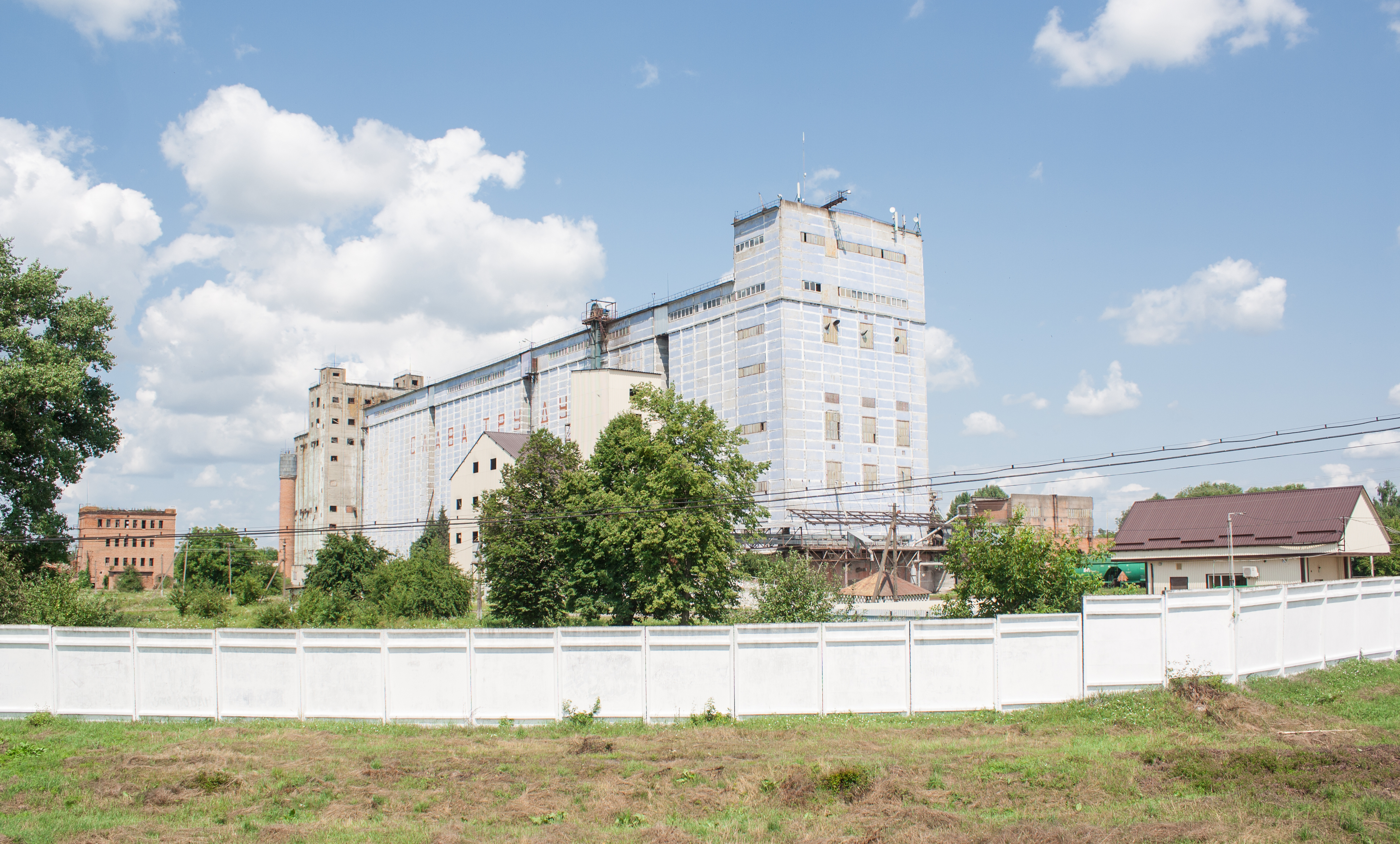
Сороцький комбінат хлібопродуктів
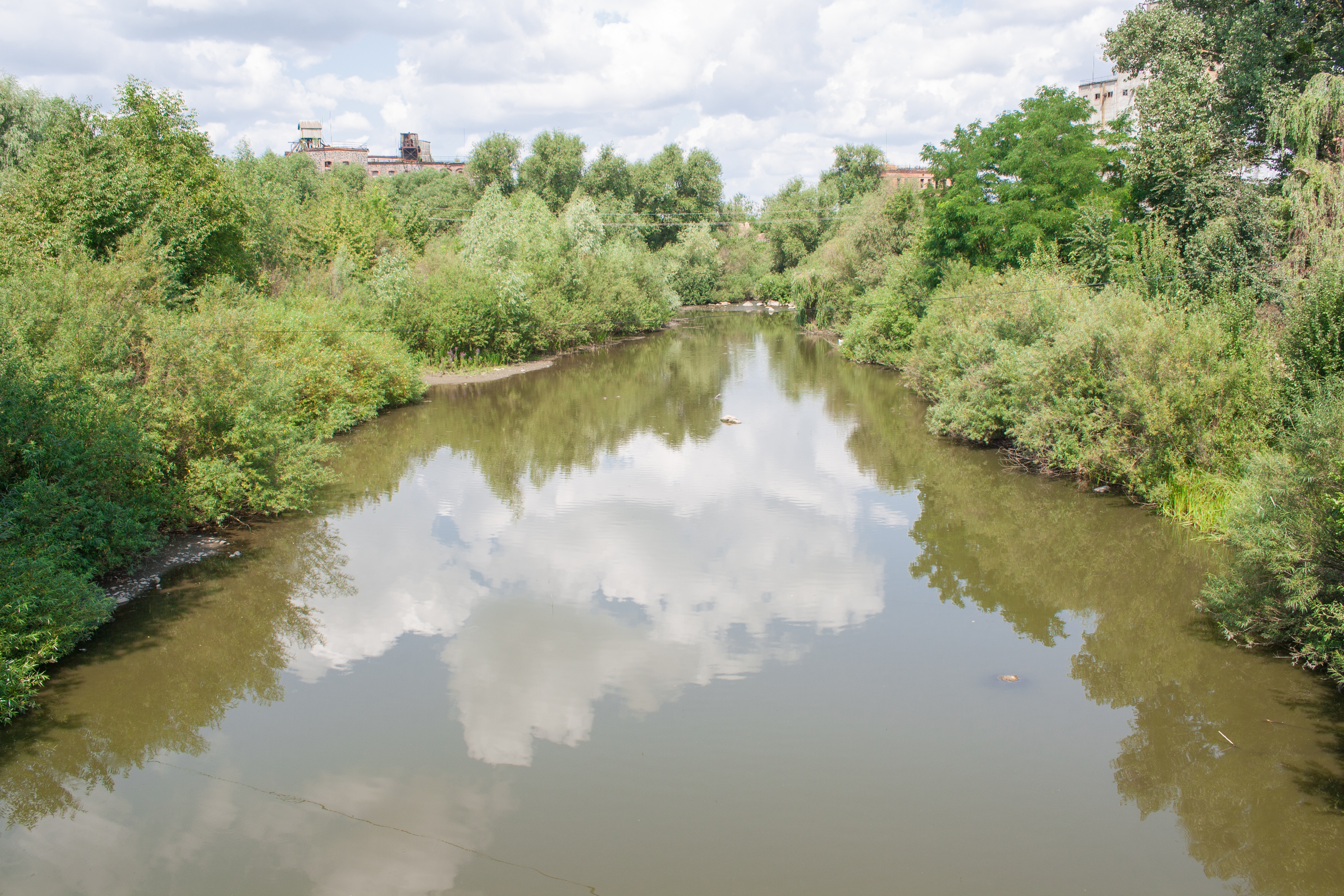
Річка Соб
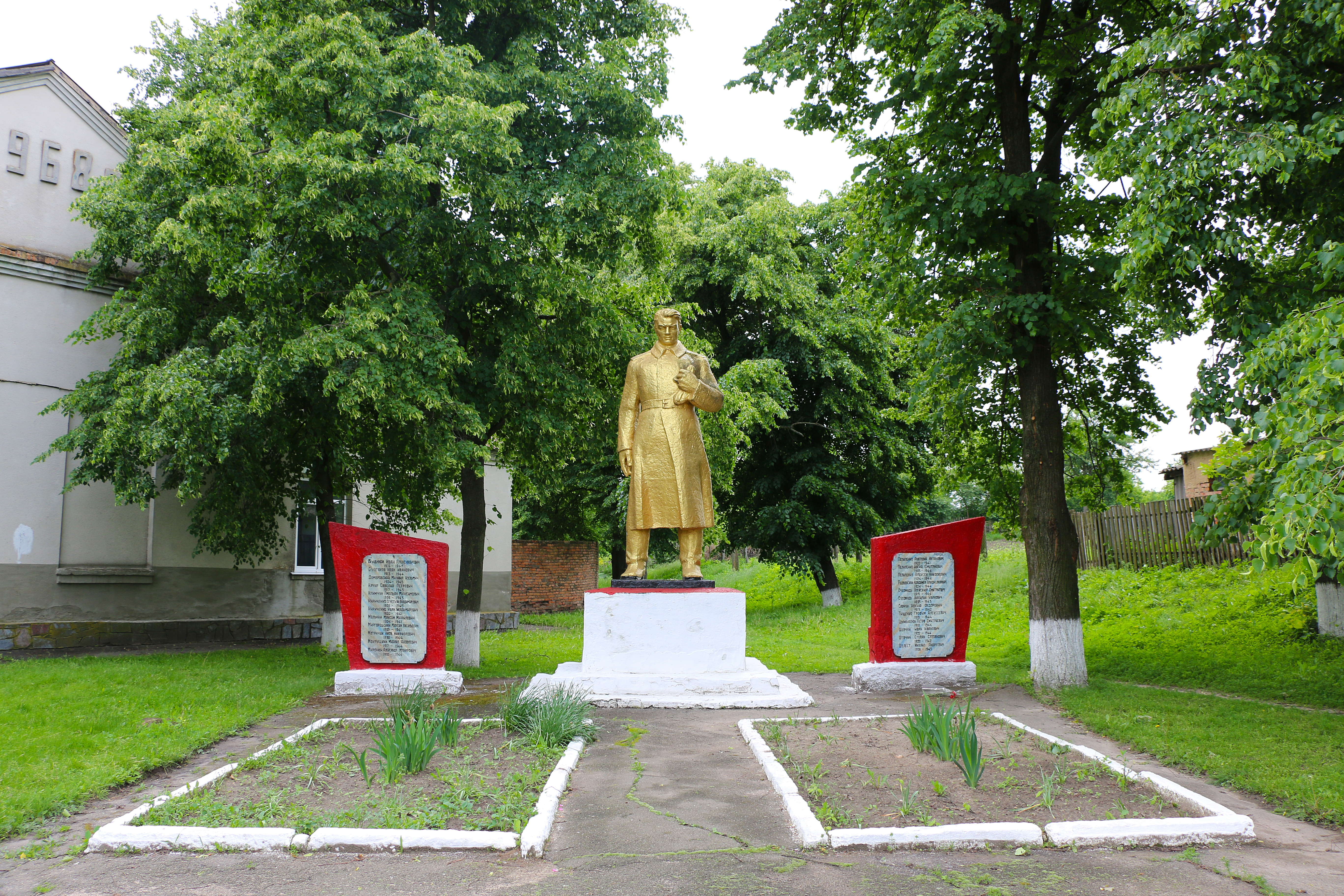
Пам'ятник воїнам-односельчанам

## Видатні уродженці
- Мельник Микола Ілліч — білоруський архітектор.
- Войцеховський Богдан В'ячеславович — сибірський механік, академік Російської академії наук.